# Willy och monsterplaneten
Willy och monsterplaneten (franska: Terra Willy, planète inconnue) är en animerad fransk film från 2019 i regi av Éric Tosti.

## Handling
Willy är en tioårig pojke som fastnat på en okänd planet efter att hans skepp kraschlandade och hans föräldrar försvann. Han kommer att behöva överleva tills hjälp anländer i sällskap med överlevnadsroboten Nick och ett åttbent främmande djur som heter Blixten.

## Rollista
| Roll            | Fransk originalröst    | Svensk röst           |
| --------------- | ---------------------- | --------------------- |
| Willy           | Timothé Vom Dorp       | Theodor Strid         |
| Nick            | Édouard Baer           | Nick Atkinson         |
| Nicks inre röst | Barbara Tissier        | Annelie Berg Bhagavan |
| Mamma           | Marie-Eugénie Maréchal | Emelie Clausen        |
| Pappa           | Guillaume Lebon        | Sebastian Karlsson    |

- Regissör – Ingemar Åberg
- Översättare – Mikaela Tidermark Nelson
- Inspelningstekniker – Ingemar Åberg
- Svensk version producerad av BTI Studios[34]

## Produktion

### Idé och utveckling
Willy och monsterplaneten är den andra långfilmen från Toulouse-studion TAT Productions som släppts på bio, efter Djungelgänget, som blev en succé i Frankrike och utomlands med flera miljoner sålda biljetter.
I maj 2018 arbetade sjuttio personer med animeringen av filmen. Totalt hade mellan 125 och 130 personer arbetat under två år med att färdigställa filmen. Filmen har en budget på 6 000 000 euro.
TAT Productions hoppades kunna samla runt 400 000 åskådare, lite mindre än sin tidigare Djungelgänget.

### Distribution
En första teaser för filmen visades på filmfestivalen i Cannes 2018. Willy och monsterplaneten såldes sedan för distribution i ett trettiotal länder av dess distributör BAC Films, däribland Kina, Sydkorea, Polen och Sydafrika. Totalt såldes den till ett 60-tal länder, vilket gör den till en av de mest sålda franska filmerna i världen 2019.
Den första förhandsvisningen ägde rum den 17 februari i Paris. Andra förhandsvisningar arrangerade i juni 2019, innan en nationell release den 3 april samma år.